# آدولف گاسر
آدولف گاسر (۱۹۰۳–۱۹۸۵) مورخ سوئیسی بود.

## مدرک
گاسر درس خود را در دانشگاه هایدلبرگ و زوریخ در مقطع دکتری تاریخ و لغت‌شناسی کلاسیک، به پایان برد.

## فعالیت حرفه‌ای
از سال ۱۹۲۸ تا ۱۹۶۹ گاسر به عنوان معلم گرامر در مدرسه‌ای در بازل تدریس می‌کرد. او تدریس در دانشگاه را سال ۱۹۳۶ و مقام کمک‌استاد را در سال ۱۹۴۲ به دست آورد؛ از سال ۱۹۵۰ تا ۱۹۸۵ او به عنوان استاد تمام تاریخ در دانشگاه بازل مشغول شد. پس از جنگ جهانی دوم گاسر یک فعال و سخنران در جمهوری فدرال آلمان شد. گاسر یکی از بنیانگذاران مشترک شورای شهرداری‌های اروپا در سال‌های ۱۹۵۳ تا ۱۹۶۸ بود. سپس از اعضای لیبرال شورای شهر بازل شد و به ریاست FDP در کانتون بازل دست یافت.

## آثار
آثار او عبارتند از: (منتشر شده در زبان آلمانی، همه عناوین ترجمه شده در اینجا برای درک بهتر):
– توسعه اراضی در سوئیس. کنفدراسیون ۱۲۹۱–۱۷۹۷، ۱۹۳۲
– تاریخ آزادی و دموکراسی خلق‌ها ۱۹۳۹
– جمعی از آزادی به عنوان نجات اروپا ۱۹۴۳
– بر روی پایه‌های دولت 1950 - Preussischer Militärgeist und Kriegsentfesselung 1914, 1985